# David Bissett
David Bissett (Lethbridge, 26 de septiembre de 1979) es un deportista canadiense que compitió en bobsleigh en la modalidad cuádruple.
Participó en tres Juegos Olímpicos de Invierno, entre los años 2006 y 2014, obteniendo una medalla de bronce en Vancouver 2010, en la prueba cuádruple (junto con Lyndon Rush, Chris Le Bihan y Lascelles Brown). Ganó una medalla de plata en el Campeonato Mundial de Bobsleigh de 2007.

## Palmarés internacional
| Juegos Olímpicos   | Juegos Olímpicos     | Juegos Olímpicos  | Juegos Olímpicos |
| Año                | Lugar                | Medalla           | Prueba           |
| ------------------ | -------------------- | ----------------- | ---------------- |
| 2010               | Vancouver (Canadá)   | Medalla de bronce | Cuádruple        |
| Campeonato Mundial |                      |                   |                  |
| Año                | Lugar                | Medalla           | Prueba           |
| 2007               | Sankt Moritz (Suiza) | Medalla de plata  | Cuádruple        |